# Battaglia di Surabaya
La battaglia di Surabaya fu combattuta dalle forze indipendentiste indonesiane contro le truppe britanniche e quelle del Raj britannico durante la Guerra d'indipendenza indonesiana; l'apice del conflitto si ebbe nel novembre del 1945. La battaglia rappresentò forse l'unica battaglia vera e propria dell'intero conflitto, e, nonostante avesse come risultato una vittoria militare delle forze britanniche,   è ancora oggi celebrata come una vittoria strategica-morale degli indipendentisti indonesiani e simbolo della resistenza indonesiana. Considerato come uno sforzo eroico da parte degli indonesiani, la battaglia  infatti non solo ebbe un effetto galvanizzante nei confronti della popolazione ma soprattutto la tenace resistenza del neonato esercito indonesiano riuscì a demoralizzare le truppe britanniche (che da lì in poi avrebbero cercato un'uscita onorevole dal conflitto) e a far ottenere alla causa indipendentista indonesiana il favore dell'opinione pubblica internazionale. La battaglia è ancora oggi oggetto di commemorazione il 10 novembre con la proclamazione del Hari Pahlawan o giorno degli eroi.

## Retroscena della battaglia

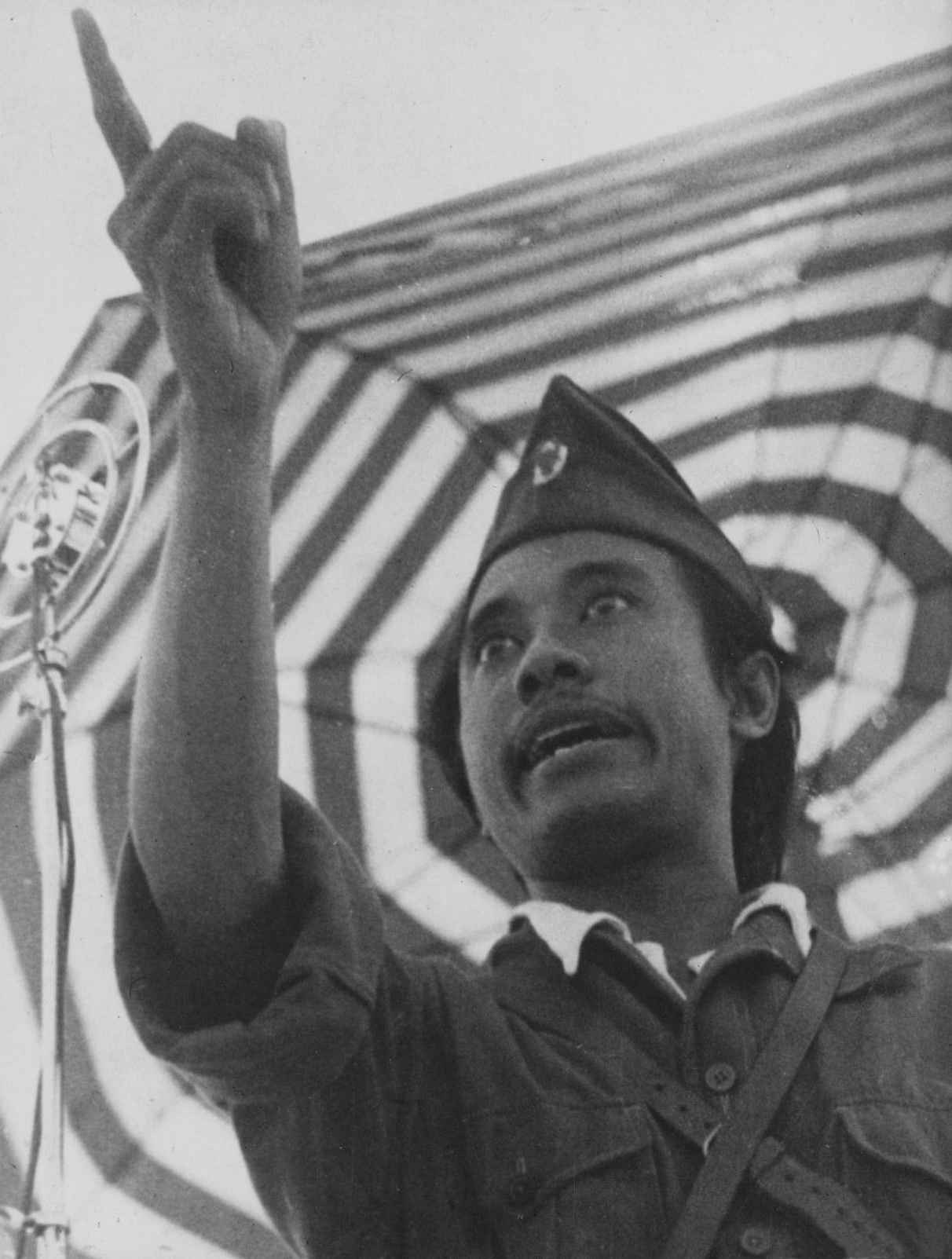
Il leader miliziano Sutomo, con indosso l'uniforme dell'Esercito imperiale giapponese mentre arringa la folla. Questa foto divenne un'icona del movimento indipendentista indonesiano

Il 17 agosto 1945, il Presidente indonesiano Sukarno ed il Vice-Presidente Mohammad Hatta proclamarono l'indipendenza indonesiana da Giakarta, due giorni dopo la resa giapponese nel Pacifico. Non appena si diffuse la notizia della dichiarazione d'indipendenza in tutto l'arcipelago indonesiano, il sentimento pro-repubblicano crebbe in tutta la popolazione. Nelle settimane successive, si creò un vuoto di potere, sia dall'interno che dall'esterno dell'arcipelago indonesiano, creando un'atmosfera di grande incertezza ma anche di grande opportunità. Il 19 settembre 1945, un gruppo di prigionieri di guerra olandesi supportati dai giapponesi innalzarono la bandiera dei Paesi Bassi fuori dell'Hotel Majapahit (allora Hotel Yamato) nella città di Surabaya, Giava Orientale. Considerata come una grave provocazione da parte dei miliziani indipendentisti, i quali assalirono i prigionieri e tolsero dalla bandiera il colore blu e crearono la bandiera dell'Indonesia. Il leader del gruppo di prigionieri olandesi che aveva guidato l'innalzamento della bandiera, venne linciato dalla folla inferocita.

Il comandante giapponese di stanza a Surabaya, il Vice-Ammiraglio Shibata Yaichiro, manifestò il proprio supporto alla causa indipendentista indonesiana dando pieno accesso ai depositi di armi e munizioni della sua caserma. Il 3 ottobre 1945 egli si arrese ai soldati olandesi, i primi ad arrivare delle forze Alleate.

Le forze britanniche comprendevano un piccolo contingente militare olandese, denominato Nederlandsch-Indische Civiele Administratie (Amministrazione Civile delle Indie Olandesi). L'obiettivo principale della missione britannica a Surabaya era quello di prendere in consegna l'armamento dell'esercito giapponese e della milizia indonesiana, ma anche di proteggere i prigionieri di guerra ancora internati nei campi di prigionia e di trasportarli in patria. Tra il settembre e l'ottobre del 1945 si verificarono diversi gravi episodi di violenza e di linciaggi da parte delle milizie indonesiane e della popolazione locale nei confronti di tutte le persone di origine indoeuropea.

Tra la fine di ottobre e gli inizi di novembre, i leader delle organizzazioni muslmane Nahdlatul Ulama e del partito Masyumi dichiararono la guerra in difesa della madrepatria indonesiana. Nel frattempo il carismatico leader dei miliziani indipendentisti indonesiani, Sutomo, diffuse alla radio accorati appella a tutta la popolazione per prendere le armi e combattere contro gli invasori. Queste iniziative crearono all'interno della città di Surabaya un'atmosfera di fervore e di violenza che avrebbero avuto conseguenze disastrose per entrambe le parti. Il 25 ottobre 1945 6 000 soldati britannici dell'esercito del Raj entrarono nella città per evacuare gli internati europei e nell'arco di tre giorni iniziarono i combattimenti. 
Il 26 ottobre 1945 il brigadiere Aubertin Walter Sothern Mallaby raggiunse un accordo con l'allora governatore di Giava Orientale, Suryo, affinché i soldati britannici non chiedessero di deporre le armi alle milizie indipendentiste indonesiane. Tuttavia i termini dell'accordo non furono recepiti correttamente da tutto l'intero contingente britannico. Il giorno successivo, infatti, un aereo britannico lanciò dei volantini nei quali si intimava alle truppe indipendentiste presenti a Surabaya di arrendersi e consegnare le armi. I comandanti militari indonesiani considerarono quei volantini come un'aperta violazione degli accordi appena raggiunti da Mallaby.

Il 28 ottobre 1945 circa 20 000 soldati delle forze indipendentiste del Tentara Keamanan Rakyat ed un gruppo di irregolari di circa 100 000 combattenti armati di fucili, spade e lance di bambù assalirono le truppe britanniche presenti in città uccidendo circa 200 soldati.

### L'incidente della morte di Mallaby
Dopo pesanti scontri, i britannici riuscirono a trovare un accordo con l'influente Presidente indipendentista Sukarno, con il suo Vice-Presidente Mohammad Hatta e con il Primo Ministro Amir Sjarifuddin per un cessate il fuoco a partire dal 30 ottobre 1945.
 Ma nello stesso giorno di inizio del periodo di tregua accadde un incidente che avrebbe ben presto fatto precipitare la situazione in un nuovo sanguinoso confronto. Il brigadiere Mallaby. infatti, decise di fare un giro di pattuglia con la sua auto per diffondere a tutte le postazioni britanniche i termini dell'accordo appena raggiunto. 

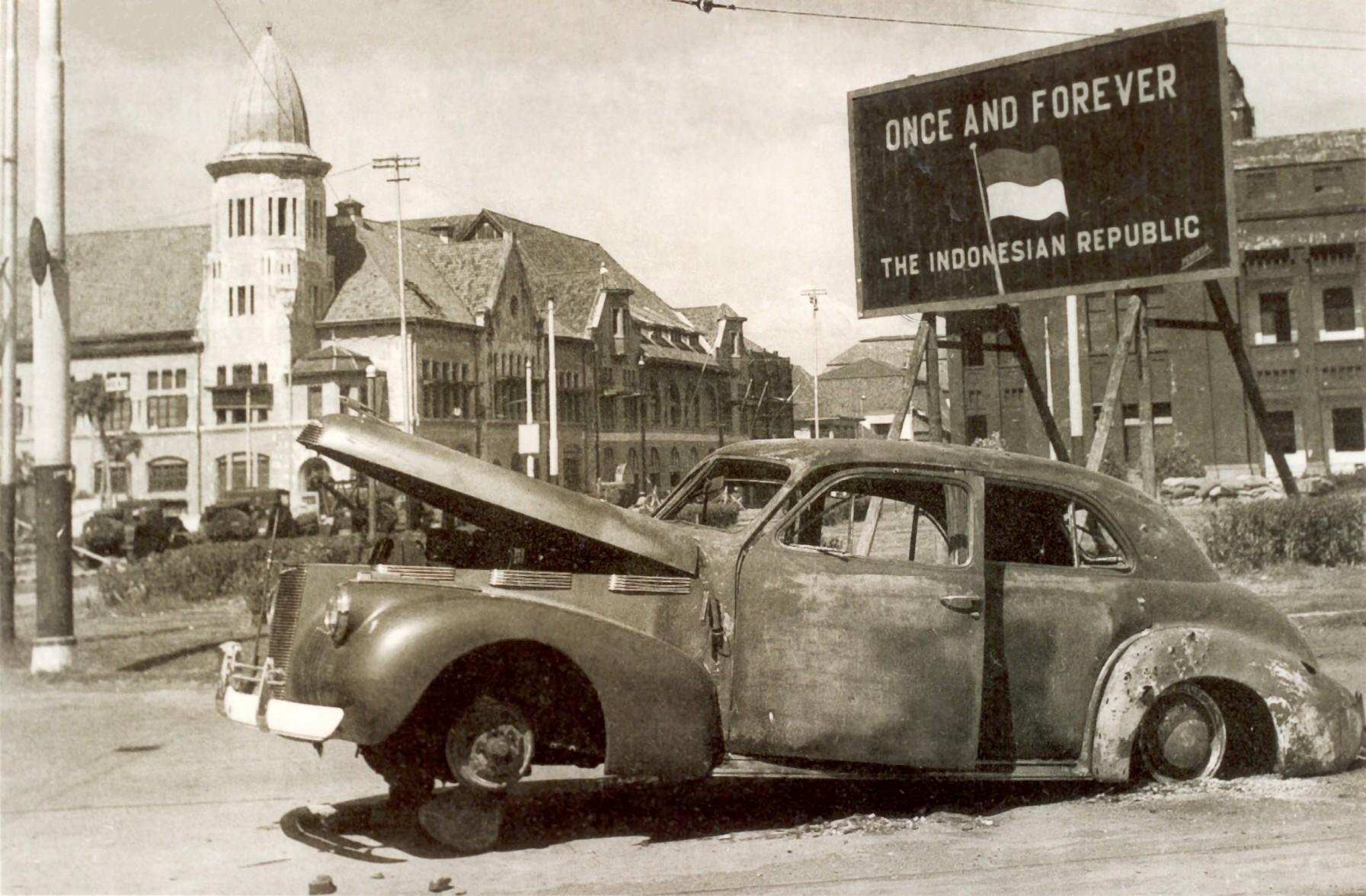
Foto del 31 ottobre 1945 che mostra la carcassa dell'auto di pattuglia del brigadiere Mallaby

Tuttavia l'auto di Mallaby e della sua scorta venne circondata dalle milizie indonesiane che si stavano fronteggiando con un gruppo di soldati olandesi, e il l'ufficiale britannico venne ucciso in circostanze ancora non del tutto chiare. Il capitano R.C. Smith, che faceva parte della scorta di Mallaby, dichiarò di che un giovanissimo miliziano abbia sparato a sangue freddo a Mallaby dopo una breve discussione, e di avere gettato una granata verso il punto dove presumeva fosse fuggito il giovane che provocò l'incendio del retro della loro auto. Altre fonti sostengono invece che Mallaby sia stato ucciso non da un colpo d'arma da fuoco ma da un'esplosione. La scorta di Mallaby, dopo la sua morte, fuggirono dal luogo dell'aggressione e si gettarono nel fiume Kalimas. La morte di Mallaby scatenò un'azione di rappresaglia da parte dei britannici, a fronte del fatto che, al momento della sua morte, stava svolgendo un'azione pacifica.

Il 31 ottobre 1945 il Comandante in capo alleato Philip Christison minacciò, sulla spinta di indicazioni del Foreign Office, che se i miliziani indonesiani responsabili della morte di Mallaby non avessero deposto le armi e non si fossero consegnati ai soldati britannici, "avrebbe scatenato contro di loro una guerra con tutte le sue forze di terra, aria e acqua".

## La battaglia
Il 1º novembre 1945 la 9ª e la 123ª Brigata di fanteria, 5th Infantry Division del Raj, comandate dal maggiore generale Robert Mansergh, forti di 9 000 soldati, ricevettero l'ordine di spostarsi dalla loro base di stanza a Batavia, nell'isola di Giava, e di portare supporto al contingente britannico di Surabaya. I rinforzi giunsero tra il 2 ed il 9 novembre 1945, mentre circa 4 000 internati olandesi, tra cui molte donne e bambini, virtualmente ostaggi nel campo d'internamento a sud di Darmo, vennero tutti evacuati entro il 6 novembre 1945.
Alle ore 9:00 dell'alba del 10 novembre 1945, giorno celebrato ancora oggi in Indonesia, le truppe britanniche iniziarono una manovra di penetrazione nella città di Surabaya, precedute da una pesante copertura di fuoco aerea e dal mare, circa 500 ordigni vennero sganciati sulla città tra il 10 e il 12 novembre. La 123ª Brigata di fanteria avanzò dalla sponda occidentale del fiume Kali Mas che attraversa tutta Surabaya, ed incontrarono "una fanatica opposizione dagli insorti, supportati daartiglieria, mortai e due tank giapponesi". La ferocia della resistenza dei soldati indonesiani rese subito chiaro che non erano assolutamente intenzionati ad arrendersi né a ritirarsi. Fu proprio il muro di resistenza incontrato nel primo tentativo di penetrazione che spinse le gerarchie militari britanniche ad optare per un bombardamento massiccio della città sia dal cielo che dal mare. I bombardamenti provocarono centinaia di vittime anche tra i civili della città, popolata da circa 750 000 persone. La scelta di fare uso di un massiccio bombardamento in un centro così densamente popolato da civili indifesi fu motivato anche dal fatto che i britannici si resero conto di fronteggiare una forza militare ben organizzata e armata ma anche dal fatto che il numero del contingente britannico era notevolmente in minoranza numerica rispetto al nemico. Per minimizzare le vittime civili, i britannici scelsero di colpire quelli che erano stati designati come i quartieri generali degli insorti, e per permettere alla popolazione di evitare quelle zone, diffusero per via aerea dei volantini che indicavano ai civili quali fossero le zone sicure dai bombardamenti. 

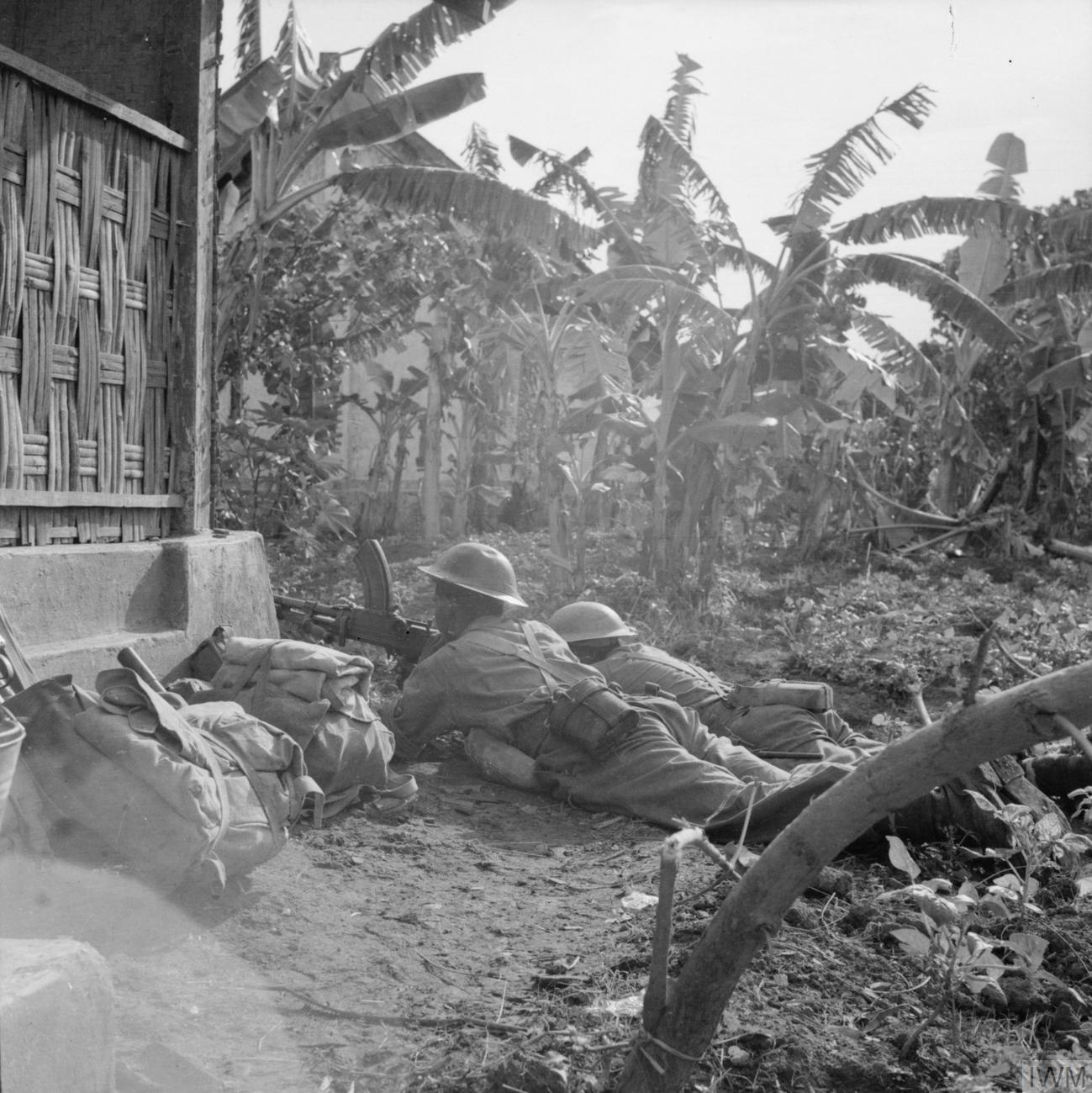
Soldati indiani con mitragliatori Bren del reggimento di fanteria Jat Regiment mentre eseguono un fuoco di copertura per l'avanzata verso Surabaya

I primi bombardamenti ebbero inizio alle 11:00 del 10 novembre e furono diretti contro il palazzo di giustizia, che venne colpito dal fuoco di due Cacciatorpediniere britanniche armate con mortai da 3 pollici. Seguito da un attacco aereo di 8 Thunderbolt e 1 de Havilland DH.98 Mosquito armato di lanciarazzi.

Gli altri obiettivi militari dei bombardamenti furono l'Hotel Jenin, la residenza del governatore, la residenza del sindaco e l'Hotel Simpang. L'assalto aereo fu terminato con raffiche di mitragliatrice a bassa quota contro gli edifici. La contraerea degli indipendentisti indonesiani si dimostrò piuttosto inefficace durante il raid aereo, che fu piuttosto preciso nel colpire gli obiettivi.

Tramite la radio cittadina, gli insorti chiesero aiuti verso l'esterno, e ricevettero un aiuto disperato da piccoli contingenti di soldati giapponesi disertori che simpatizzarono per la causa indonesiana, in alcuni casi, essendo soldati ben addestrati, riuscirono ad aiutare gli insorti ad organizzare focolai di resistenza molto ben organizzati.

Nel frattempo le truppe britanniche cercarono di trovare alleati nella città contattando le comunità cinesi le quali, terrorizzate dai linciaggi e dalle aggressioni di massa perpetrare dai miliziani e dalla popolazione indonesiana, concessero l'accesso ai quartieri da loro popolari con estrema disponibilità. Grazie al successo di questa iniziativa,
la prima fase di penetrazione nella città si concluse positivamente.

La perdita di consenso delle comunità più importanti della città, portò per gli indipendentisti indonesiani anche una forte perdita di terreno; dopo due giorni di strenua resistenza, dovettero cedere sia il palazzo di giustizia che tutti gli altri punti strategici nelle loro mani. Tuttavia la strenua resistenza, rese ancora più sicuri i britannici che dietro le tattiche di combattimento degli insorti indonesiani ci fossero precise direttive di ufficiali e soldati giapponesi.

A partire dal 25 novembre 1945 la lenta avanzata e penetrazione britannica di Surabaya era stata quasi completata. E, dal momento che le operazioni di evacuazione dei prigionieri internati era stata completata, non era più necessario considerare l'opportunità di negoziare con gli indipendentisti indonesiani. Sebbene l'avanzata dentro la città continuasse ad essere molto lenta, ciò era unicamente per minimizzare le perdite tra le truppe britanniche. I servizi di intelligence britannici confermarono che gli ufficiali più importanti della milizia indonesiana stavano rapidamente abbandonando la città, chiaro indizio che per gli insorti la perdita di Surabaya fosse ormai un dato di fatto.

L'operazione britannica riuscì a eliminare la presenza degli indipendentisti indonesiani nella città dopo tre giorni di duri scontri, in particolar modo nel centro della città, tuttavia i regolari e le milizie indonesiane continuarono a combattere strenuamente per le successive settimane, terminando di combattere solo il 29 novembre 1945. Quando gli indipendentisti indonesiani si resero conto della inutilità della loro resistenza e si ritirarono per raggrupparsi al di fuori di Surabaya. I combattimenti continuarono tuttavia, anche se in modo sporadico, tra i campi di risaie ed i villaggi (Kampong).

## Le conseguenze
Le forze repubblicane indonesiani persero gran parte del loro potenziale militare nella battaglia, perdita che si sarebbe riflessa nel proseguimento della lotta per l'indipendenza. Quella di Surabaya fu la singola battaglia più sanguinosa dell'intero conflitto ma dimostrò la forte determinazione delle male armate e addestrate milizie indipendentiste. Ciò rese chiaro ai britannici che la situazione era molto più seria di quanto fosse stato preventivato, e li convinse a non essere coinvolti in un conflitto dove avrebbero dovuto impegnare le loro risorse già fin troppo disperse in tutto il teatro del Pacifico. Nel corso di pochissimi anni, infatti, l'Impero britannico non solo si escluse dal suo appoggio al ripristino del potere coloniale olandese in Indonesia, ma finì per appoggiare la causa indipendentista indonesiana di fronte alle Nazioni Unite. A novembre del 1946 le ultime truppe britanniche abbandonarono l'arcipelago indonesiano lasciando l'autorità coloniale olandese a fronteggiare un esercito indipendentista ben organizzato, determinato e appoggiato da una larga porzione della popolazione locale.

## La battaglia nella cultura di massa
Le vicende della battaglia di Surabaya sono diventate il soggetto di numerose pellicole del cinema indonesiano, la più importante delle quali è la pellicola del 1990 Soerabaia 45' Merdeka atau Mati diretta dal regista Imam Tantowi. Parte della battaglia di Surabaya è rappresentata anche nella pellicola del 2013 Sang Kiai, che ha per protagonista l'attrice indonesiana Christine Hakim.

Nel 2015 il produttore cinematografico indonesiano Mohammad Suyanto ha prodotto una pellicola animata dal titolo Battle of Surabaya in collaborazione con l'Universitas AMIKOM di Yogyakarta.